# Max Schraudolf
Max Schraudolf (* 17. Mai 1918 in Oberstdorf; † November 1999) war ein deutscher Volksmusiker aus dem Allgäu, der sich dort um den Erhalt der Scherrzither verdient gemacht hat.
Im Allgäu war das Spiel mit der Scherrzither, einem archaischen Zithertypus mit 2 bis 3 Saiten, Anfang des 20. Jahrhunderts beinahe ausgestorben. Zu dieser Zeit wurde in Oberstdorf noch von einem Mann berichtet, der das Instrument beherrschte. Er hieß August Bader, oder, wie er von den Leuten genannt wurde, Gorers Gustl, ein Sennhirte und Holzer. Der 18-jährige Schraudolf begegnete zufällig diesem August Bader und begeisterte sich sofort für das beinahe ausgestorbene Instrument. Er lernte es spielen und setzte sich für den Rest seines Lebens dafür ein, sodass es heute als besonderes Allgäuer Instrument angesehen werden kann. Bayernweit bekannt wurde er 1958 mit einem Auftritt zusammen mit Rudi Knabl in der Rundfunksendung Das bairische Herz.
Neben mehreren Scherrzither-Duos und Trios finden sich heute auch überregional bekannte Volksmusik-Ensembles, die die Scherrzither in ihrem Instrumentarium haben, wie beispielsweise die Fraunhofer Saitenmusik.